# Coyang
Der (das) Coyang, Kojang, niederländisch Koijan, auch nur Cojan, war ein Volumen- und Gewichtsmaß. Er war regional verschieden in der Größe, Verwendung und in den zugehörigen kleineren Maßen (Maßketten). Vergleicht man in Kalkutta oder  Penang den Reis-Coyang mit 45 Picul und den Salz-Coyang mit 63 Picul wird der Unterschied deutlich. Der Picul ist der chinesische.

## Salzmaß
- Sumatra (Padang) 1 Coyang = 50 Maß = 1845,629 Kilogramm (1845,62895)
  - 1 Maß = 36,9126 Kilogramm
- Archeen 1 Coyang = 80 Pera = 2000 Punis/Bambus
  - 1 Bambu/Puni = 1,662 Kilogramm oder 1 ⅔ Liter

## Handelsgewicht
- Palembang 1 Coyang = 80 Balys = 800 Gantons = 1845 Kilogramm
  - 1 Baly = 36,9 Kilogramm

## Getreide- und Flüssigkeitsmaß
- Natal 1 Coyang = 80 Tubs (66,02 Liter) = 800 Sukats = 9600 Packhas = 5281,6 Liter
  - 1 Packha = 0,550166 Liter[2]
- Archeen 1 Coyang = 10 Göntschas = 100 Nellis = 800 Bambus/Bamboos
  - 1 Bambu = 1,662 Kilogramm oder 1 ⅔ Liter
- Benkulen 1 Coyang = 800 Kulahs = 3303 Liter
- Molukken 1 Coyang = 25 Pikols = 1476,5 Kilogramm (Reis)
- Semarang 1 Coyang = 28 Pikols = Bantam = 64 Pikols = 200 Gantang = 3937 Kilogramm
- Batavia 1 Coyang 27 Pikols = 1661 Kilogramm
- Cirebon, Surabaya (Java) 1 Coyang = 30 Pikols = 1845,63 Kilogramm
- Pulau Pinang 1 Coyang = 800 Gantang = 3561 Liter
- Sumatra Guncha/Göntscha = 1/10 Coyang = 133 Liter
- Sumatra Guncha/Göntscha = 1/10 Coyang = 129,6 Kilogramm (Reis)